# UCI World Tour 2024
Cet article concerne la compétition masculine. Pour la compétition féminine, voir UCI World Tour féminin 2024.
Navigation
Édition précédente Édition suivante
L'UCI World Tour 2024 est la quatorzième édition de l'UCI World Tour, le successeur du ProTour et du calendrier mondial.

## Équipes
18 équipes sont inscrites en tant qu'UCI WorldTeam en 2024, les mêmes que la saison dernière. Les équipes Lotto Dstny (Belgique), Israel-Premier Tech (Israël) et Uno-X Pro (Norvège, uniquement pour les courses d'un jour) reçoivent une invitation systématique pour les courses UCI World Tour pendant l'année 2024.
| Code | Équipe                     | Lien 2024 | Propriétaire de la licence       | Pays                | Groupe  | Vélos            | Roues      | Pneumatiques | Création |
| ---- | -------------------------- | --------- | -------------------------------- | ------------------- | ------- | ---------------- | ---------- | ------------ | -------- |
| ADC  | Alpecin-Deceuninck         | 2024      | Team Ciclismo Mundial            | Belgique            | Shimano | Canyon           | Shimano    | Vittoria     | 2009     |
| ARK  | Arkéa-B&B Hotels           | 2024      | Pro Cycling Breizh               | France              | Shimano | Bianchi          | Shimano    | Vittoria     | 2005     |
| AST  | Astana Qazaqstan           | 2024      | Olympus Sarl                     | Kazakhstan          | Shimano | Wilier Triestina | Vision     | Vittoria     | 2007     |
| TBV  | Bahrain Victorious         | 2024      | Bahrain World Tour Cycling Team  | Bahreïn             | Shimano | Merida           | Vision     | Continental  | 2017     |
| COF  | Cofidis                    | 2024      | Cofidis Compétition EUSRL        | France              | Shimano | Look             | Corima     | Michelin     | 1996     |
| DAT  | Decathlon AG2R La Mondiale | 2024      | EUSRL France Cyclisme            | France              | Shimano | Van Rysel        | Swiss Side | Continental  | 1992     |
| EFE  | EF Education-EasyPost      | 2024      | Slipstream Sports LLC            | États-Unis          | Shimano | Cannondale       | Vision     | Vittoria     | 2005     |
| GFC  | Groupama-FDJ               | 2024      | Société de Gestion de L'Echappée | France              | Shimano | Wilier Triestina | Shimano    | Continental  | 1997     |
| IGD  | Ineos Grenadiers           | 2024      | Tour Racing Limited              | Grande-Bretagne     | Shimano | Pinarello        | Shimano    | Continental  | 2010     |
| IWA  | Intermarché-Wanty          | 2024      | Want You Cycling                 | Belgique            | Shimano | Cube             | Shimano    | Continental  | 2008     |
| LTK  | Lidl-Trek                  | 2024      | Trek Factory Racing              | États-Unis          | SRAM    | Trek             | Bontrager  | Pirelli      | 2011     |
| MOV  | Movistar Team              | 2024      | Abarca Sports S.L.               | Espagne             | SRAM    | Canyon           | Zipp       | Continental  | 1980     |
| RBH  | Red Bull-Bora-Hansgrohe    | 2024      | Ralph Denk pro cycling GmbH      | Allemagne           | SRAM    | Specialized      | Roval      | Specialized  | 2010     |
| SOQ  | Soudal Quick-Step          | 2024      | Decolef Lux Sarl                 | Belgique            | Shimano | Specialized      | Roval      | Specialized  | 2003     |
| DFP  | Team dsm-firmenich PostNL  | 2024      | SMS Cycling B.V.                 | Pays-Bas            | Shimano | Scott            | Shimano    | Vittoria     | 2005     |
| JAY  | Team Jayco AlUla           | 2024      | GreenEdge Cycling                | Australie           | Shimano | Giant            | Cadex      | Vittoria     | 2012     |
| TVL  | Team Visma-Lease a Bike    | 2024      | Team Oranje Road BV              | Pays-Bas            | SRAM    | Cervélo          | Reserve    | Vittoria     | 1984     |
| UAD  | UAE Team Emirates          | 2024      | CGS Cycling Team AG              | Émirats arabes unis | Shimano | Colnago          | ENVE       | Continental  | 1990     |

## Courses
Le calendrier 2024 regroupe les trente-cinq compétitions phares du cyclisme sur route professionnel masculin, vingt courses d'un jour (1.WT) et quinze courses par étapes (2.WT) totalisant 144 étapes.
Ces 35 courses sont classées en 6 catégories, chaque catégorie rapportant un nombre supérieur de points au classement mondial UCI que la catégorie inférieure :
- catégorie 1 : 1 course à étapes (Tour de France), 1 300 points UCI au vainqueur,
- catégorie 2 : 2 courses à étapes (Tour d'Italie et Tour d'Espagne), 1 100 points UCI au vainqueur,
- catégorie 3 : 5 courses d'un jour (les cinq Monuments), 800 points UCI au vainqueur,
- catégorie 4 : 10 courses (6 courses à étapes et 4 courses d'un jour), 500 points UCI au vainqueur,
- catégorie 5 : 10 courses (4 courses à étapes et 6 courses d'un jour), 400 points UCI au vainqueur,
- catégorie 6 : 7 courses (2 courses à étapes et 5 courses d'un jour). 300 points UCI au vainqueur.

Vingt-neuf compétitions ont lieu en Europe, deux en Asie, deux en Océanie et deux en Amérique du Nord.
Il n'y a pas de changement par rapport au calendrier de l'année précédente.

## Calendrier et résultats
Les courses notées en gras sont les 5 monuments.
Les courses sur fond de bandeau de couleur sont les 3 grands tours.
| No | Date (nombre d'étapes)    | Nom de l'épreuve                  | Pays                | Cat | Vainqueur            | Deuxième             | Troisième            |
| -- | ------------------------- | --------------------------------- | ------------------- | --- | -------------------- | -------------------- | -------------------- |
| 1  | 16-21 janvier (6)         | Tour Down Under                   | Australie           | 4   | Stephen Williams     | Jhonatan Narváez     | Isaac Del Toro       |
| 2  | 28 janvier                | Cadel Evans Great Ocean Road Race | Australie           | 6   | Laurence Pithie      | Natnael Tesfatsion   | Georg Zimmermann     |
| 3  | 19-25 février (7)         | Tour des Émirats arabes unis      | Émirats arabes unis | 6   | Lennert Van Eetvelt  | Ben O'Connor         | Pello Bilbao         |
| 4  | 24 février                | Circuit Het Nieuwsblad            | Belgique            | 6   | Jan Tratnik          | Nils Politt          | Wout van Aert        |
| 5  | 2 mars                    | Strade Bianche                    | Italie              | 5   | Tadej Pogačar        | Toms Skujiņš         | Maxim Van Gils       |
| 6  | 3-10 mars (8)             | Paris-Nice                        | France              | 4   | Matteo Jorgenson     | Remco Evenepoel      | Brandon McNulty      |
| 7  | 4-10 mars (7)             | Tirreno-Adriatico                 | Italie              | 4   | Jonas Vingegaard     | Juan Ayuso           | Jai Hindley          |
| 8  | 16 mars                   | Milan-San Remo                    | Italie              | 3   | Jasper Philipsen     | Michael Matthews     | Tadej Pogačar        |
| 9  | 18-24 mars (7)            | Tour de Catalogne                 | Espagne             | 5   | Tadej Pogačar        | Mikel Landa          | Egan Bernal          |
| 10 | 20 mars                   | Classic Bruges-La Panne           | Belgique            | 6   | Jasper Philipsen     | Tim Merlier          | Danny van Poppel     |
| 11 | 22 mars                   | E3 Saxo Bank Classic              | Belgique            | 5   | Mathieu van der Poel | Jasper Stuyven       | Wout van Aert        |
| 12 | 24 mars                   | Gand-Wevelgem                     | Belgique            | 4   | Mads Pedersen        | Mathieu van der Poel | Jordi Meeus          |
| 13 | 27 mars                   | À travers les Flandres            | Belgique            | 6   | Matteo Jorgenson     | Jonas Abrahamsen     | Stefan Küng          |
| 14 | 31 mars                   | Tour des Flandres                 | Belgique            | 3   | Mathieu van der Poel | Luca Mozzato         | Nils Politt          |
| 15 | 1-6 avril (6)             | Tour du Pays basque               | Espagne             | 5   | Juan Ayuso           | Carlos Rodríguez     | Mattias Skjelmose    |
| 16 | 7 avril                   | Paris-Roubaix                     | France              | 3   | Mathieu van der Poel | Jasper Philipsen     | Mads Pedersen        |
| 17 | 14 avril                  | Amstel Gold Race                  | Pays-Bas            | 4   | Tom Pidcock          | Marc Hirschi         | Tiesj Benoot         |
| 18 | 17 avril                  | Flèche wallonne                   | Belgique            | 5   | Stephen Williams     | Kévin Vauquelin      | Maxim Van Gils       |
| 19 | 21 avril                  | Liège-Bastogne-Liège              | Belgique            | 3   | Tadej Pogačar        | Romain Bardet        | Mathieu van der Poel |
| 20 | 23 avril-28 avril (6)     | Tour de Romandie                  | Suisse              | 4   | Carlos Rodríguez     | Aleksandr Vlasov     | Florian Lipowitz     |
| 21 | 1er mai                   | Eschborn-Francfort                | Allemagne           | 6   | Maxim Van Gils       | Alex Aranburu        | Riley Sheehan        |
| 22 | 4-26 mai (21)             | Tour d'Italie                     | Italie              | 2   | Tadej Pogačar        | Daniel Martínez      | Geraint Thomas       |
| 23 | 2-9 juin (8)              | Critérium du Dauphiné             | France              | 4   | Primož Roglič        | Matteo Jorgenson     | Derek Gee            |
| 24 | 9-16 juin (8)             | Tour de Suisse                    | Suisse              | 4   | Adam Yates           | João Almeida         | Mattias Skjelmose    |
| 25 | 29 juin-21 juillet (21)   | Tour de France                    | France              | 1   | Tadej Pogačar        | Jonas Vingegaard     | Remco Evenepoel      |
| 26 | 10 août                   | Classique de Saint-Sébastien      | Espagne             | 5   | Marc Hirschi         | Julian Alaphilippe   | Lennert Van Eetvelt  |
| 27 | 12-18 août (7)            | Tour de Pologne                   | Pologne             | 5   | Jonas Vingegaard     | Diego Ulissi         | Wilco Kelderman      |
| 28 | 25 août                   | Bretagne Classic                  | France              | 5   | Marc Hirschi         | Paul Magnier         | Magnus Cort Nielsen  |
| 29 | 28 août-1er septembre (5) | Renewi Tour                       | Belgique/ Pays-Bas  | 5   | Tim Wellens          | Alec Segaert         | Per Strand Hagenes   |
| 30 | 17 août-8 septembre (21)  | Tour d'Espagne                    | Espagne             | 2   | Primož Roglič        | Ben O'Connor         | Enric Mas            |
| 31 | 8 septembre               | Cyclassics Hamburg                | Allemagne           | 5   | Olav Kooij           | Jonathan Milan       | Biniam Girmay        |
| 32 | 13 septembre              | Grand Prix cycliste de Québec     | Canada              | 4   | Michael Matthews     | Biniam Girmay        | Rudy Molard          |
| 33 | 15 septembre              | Grand Prix cycliste de Montréal   | Canada              | 4   | Tadej Pogačar        | Pello Bilbao         | Julian Alaphilippe   |
| 34 | 12 octobre                | Tour de Lombardie                 | Italie              | 3   | Tadej Pogačar        | Remco Evenepoel      | Giulio Ciccone       |
| 35 | 15-20 octobre (6)         | Tour du Guangxi                   | Chine               | 6   | Lennert Van Eetvelt  | Oscar Onley          | Alex Baudin          |

## Classements
Les classements UCI World Tour ne sont plus calculés depuis 2019. Ils sont remplacés par le classement mondial UCI.

## Victoires sur le World Tour
Les contre-la-montre par équipes ne sont comptabilisés que pour les équipes et les pays.
Ci-dessous les coureurs, équipes et pays ayant gagné au moins une course ou une étape d'une course sur l'édition 2024 du World Tour. Un total de 179 victoires individuelles ou par équipe (20 courses d'un jour, 15 classements généraux, 144 étapes) est à comptabiliser sur ce tableau de l'UCI World Tour 2024.
Situation après le Tour du Guangxi.
| #  | Coureur                | Équipe                     | Vict. |
| -- | ---------------------- | -------------------------- | ----- |
| 1  | Tadej Pogačar          | UAE Team Emirates          | 23    |
| 2  | Primož Roglič          | Bora-Hansgrohe             | 8     |
| 3  | Tim Merlier            | Soudal Quick-Step          | 7     |
| 3  | Jonathan Milan         | Lidl-Trek                  | 7     |
| 3  | Jasper Philipsen       | Alpecin-Deceuninck         | 7     |
| 3  | Olav Kooij             | Team Visma-Lease a Bike    | 7     |
| 7  | Thibau Nys             | Lidl-Trek                  | 5     |
| 7  | Jonas Vingegaard       | Team Visma-Lease a Bike    | 5     |
| 9  | Adam Yates             | UAE Team Emirates          | 4     |
| 9  | Lennert Van Eetvelt    | Lotto Dstny                | 4     |
| 11 | Carlos Rodríguez       | Ineos Grenadiers           | 3     |
| 11 | Remco Evenepoel        | Soudal Quick-Step          | 3     |
| 11 | Biniam Girmay          | Intermarché-Wanty          | 3     |
| 11 | Kaden Groves           | Alpecin-Deceuninck         | 3     |
| 11 | Brandon McNulty        | UAE Team Emirates          | 3     |
| 11 | Wout van Aert          | Team Visma-Lease a Bike    | 3     |
| 11 | Mathieu van der Poel   | Alpecin-Deceuninck         | 3     |
| 11 | Sam Welsford           | Bora-Hansgrohe             | 3     |
| 11 | Stephen Williams       | Israel-Premier Tech        | 3     |
| 20 | João Almeida           | UAE Team Emirates          | 2     |
| 20 | Juan Ayuso             | UAE Team Emirates          | 2     |
| 20 | Richard Carapaz        | EF Education-EasyPost      | 2     |
| 20 | Eddie Dunbar           | Jayco AlUla                | 2     |
| 20 | Pablo Castrillo        | Kern Pharma                | 2     |
| 20 | Dorian Godon           | Decathlon AG2R La Mondiale | 2     |
| 20 | Marc Hirschi           | UAE Team Emirates          | 2     |
| 20 | Matteo Jorgenson       | Team Visma-Lease a Bike    | 2     |
| 20 | Ben O'Connor           | Decathlon AG2R La Mondiale | 2     |
| 20 | Mads Pedersen          | Lidl-Trek                  | 2     |
| 20 | Ethan Vernon           | Israel-Premier Tech        | 2     |
| 20 | Tim Wellens            | UAE Team Emirates          | 2     |
| 32 | Julian Alaphilippe     | Soudal Quick-Step          | 1     |
| 32 | Romain Bardet          | Team dsm-firmenich PostNL  | 1     |
| 32 | Phil Bauhaus           | Bahrain Victorious         | 1     |
| 32 | Urko Berrade           | Kern Pharma                | 1     |
| 32 | Pavel Bittner          | Team dsm-firmenich PostNL  | 1     |
| 32 | Santiago Buitrago      | Bahrain Victorious         | 1     |
| 32 | Victor Campenaerts     | Lotto Dstny                | 1     |
| 32 | Mark Cavendish         | Astana Qazaqstan           | 1     |
| 32 | Bryan Coquard          | Cofidis                    | 1     |
| 32 | Magnus Cort Nielsen    | Uno-X Mobility             | 1     |
| 32 | Arvid de Kleijn        | Tudor                      | 1     |
| 32 | Arnaud De Lie          | Lotto Dstny                | 1     |
| 32 | Isaac Del Toro         | UAE Team Emirates          | 1     |
| 32 | Filippo Ganna          | Ineos Grenadiers           | 1     |
| 32 | Derek Gee              | Israel-Premier Tech        | 1     |
| 32 | Matevž Govekar         | Bahrain Victorious         | 1     |
| 32 | Romain Grégoire        | Groupama-FDJ               | 1     |
| 32 | Dylan Groenewegen      | Jayco AlUla                | 1     |
| 32 | Quinten Hermans        | Alpecin-Deceuninck         | 1     |
| 32 | Stefan Küng            | Groupama-FDJ               | 1     |
| 32 | Yves Lampaert          | Soudal Quick-Step          | 1     |
| 32 | Axel Laurance          | Alpecin-Deceuninck         | 1     |
| 32 | Paul Lapeira           | Decathlon AG2R La Mondiale | 1     |
| 32 | Michael Matthews       | Jayco AlUla                | 1     |
| 32 | Louis Meintjes         | Intermarché-Wanty          | 1     |
| 32 | Jhonatan Narváez       | Ineos Grenadiers           | 1     |
| 32 | Oscar Onley            | Team dsm-firmenich PostNL  | 1     |
| 32 | Valentin Paret-Peintre | Decathlon AG2R La Mondiale | 1     |
| 32 | Tom Pidcock            | Ineos Grenadiers           | 1     |
| 32 | Laurence Pithie        | Groupama-FDJ               | 1     |
| 32 | Pelayo Sánchez         | Movistar                   | 1     |
| 32 | Alec Segaert           | Lotto Dstny                | 1     |
| 32 | Mattias Skjelmose      | Lidl-Trek                  | 1     |
| 32 | Nick Schultz           | Israel-Premier Tech        | 1     |
| 32 | Georg Steinhauser      | EF Education-EasyPost      | 1     |
| 32 | Marc Soler             | UAE Team Emirates          | 1     |
| 32 | Lionel Taminiaux       | Lotto Dstny                | 1     |
| 32 | Benjamin Thomas        | Cofidis                    | 1     |
| 32 | Torstein Træen         | Bahrain Victorious         | 1     |
| 32 | Jan Tratnik            | Team Visma-Lease a Bike    | 1     |
| 32 | Anthony Turgis         | TotalEnergies              | 1     |
| 32 | Marijn van den Berg    | EF Education-EasyPost      | 1     |
| 32 | Maxim Van Gils         | Lotto Dstny                | 1     |
| 32 | Kévin Vauquelin        | Arkéa-B&B Hotels           | 1     |
| 32 | Andrea Vendrame        | Decathlon AG2R La Mondiale | 1     |
| 32 | Aleksandr Vlasov       | Bora-Hansgrohe             | 1     |
| 32 | Warre Vangheluwe       | Soudal Quick-Step          | 1     |
| 32 | Michael Woods          | Israel-Premier Tech        | 1     |
| 32 | Maikel Zijlaard        | Tudor                      | 1     |

| #  | Équipe                     | Vict. |
| -- | -------------------------- | ----- |
| 1  | UAE Team Emirates          | 41    |
| 2  | Team Visma-Lease a Bike    | 18    |
| 3  | Alpecin-Deceuninck         | 15    |
| 3  | Lidl-Trek                  | 15    |
| 5  | Soudal Quick-Step          | 13    |
| 6  | Bora-Hansgrohe             | 12    |
| 7  | Lotto Dstny                | 9     |
| 8  | Israel-Premier Tech        | 8     |
| 9  | Decathlon AG2R La Mondiale | 7     |
| 10 | Ineos Grenadiers           | 6     |
| 11 | Bahrain Victorious         | 4     |
| 11 | EF Education-EasyPost      | 4     |
| 11 | Intermarché-Wanty          | 4     |
| 11 | Jayco AlUla                | 4     |
| 15 | Groupama-FDJ               | 3     |
| 15 | Kern Pharma                | 3     |
| 15 | Team dsm-firmenich PostNL  | 3     |
| 18 | Cofidis                    | 2     |
| 18 | Tudor                      | 2     |
| 20 | Arkéa-B&B Hotels           | 1     |
| 20 | Astana Qazaqstan           | 1     |
| 20 | Movistar                   | 1     |
| 20 | TotalEnergies              | 1     |
| 20 | Uno-X Mobility             | 1     |

| #  | Pays                | Vict. |
| -- | ------------------- | ----- |
| 1  | Belgique            | 39    |
| 2  | Slovénie            | 33    |
| 3  | Pays-Bas            | 14    |
| 4  | France              | 12    |
| 4  | Grande-Bretagne     | 12    |
| 6  | Australie           | 10    |
| 6  | Espagne             | 10    |
| 8  | Danemark            | 9     |
| 8  | Italie              | 9     |
| 10 | États-Unis          | 5     |
| 11 | Équateur            | 3     |
| 11 | Érythrée            | 3     |
| 11 | Suisse              | 3     |
| 14 | Allemagne           | 2     |
| 14 | Canada              | 2     |
| 14 | Irlande             | 2     |
| 14 | Portugal            | 2     |
| 18 | Afrique du Sud      | 1     |
| 18 | Colombie            | 1     |
| 18 | Émirats arabes unis | 1     |
| 18 | Mexique             | 1     |
| 18 | Norvège             | 1     |
| 18 | Nouvelle-Zélande    | 1     |
| 18 | Russie              | 1     |
| 18 | Tchéquie            | 1     |